# Jane Wyattová
Jane Waddingtonová Wyattová (12. srpna 1910 Franklin Lakes, New Jersey – 20. října 2006 Los Angeles, Kalifornie) byla americká herečka.

## Život

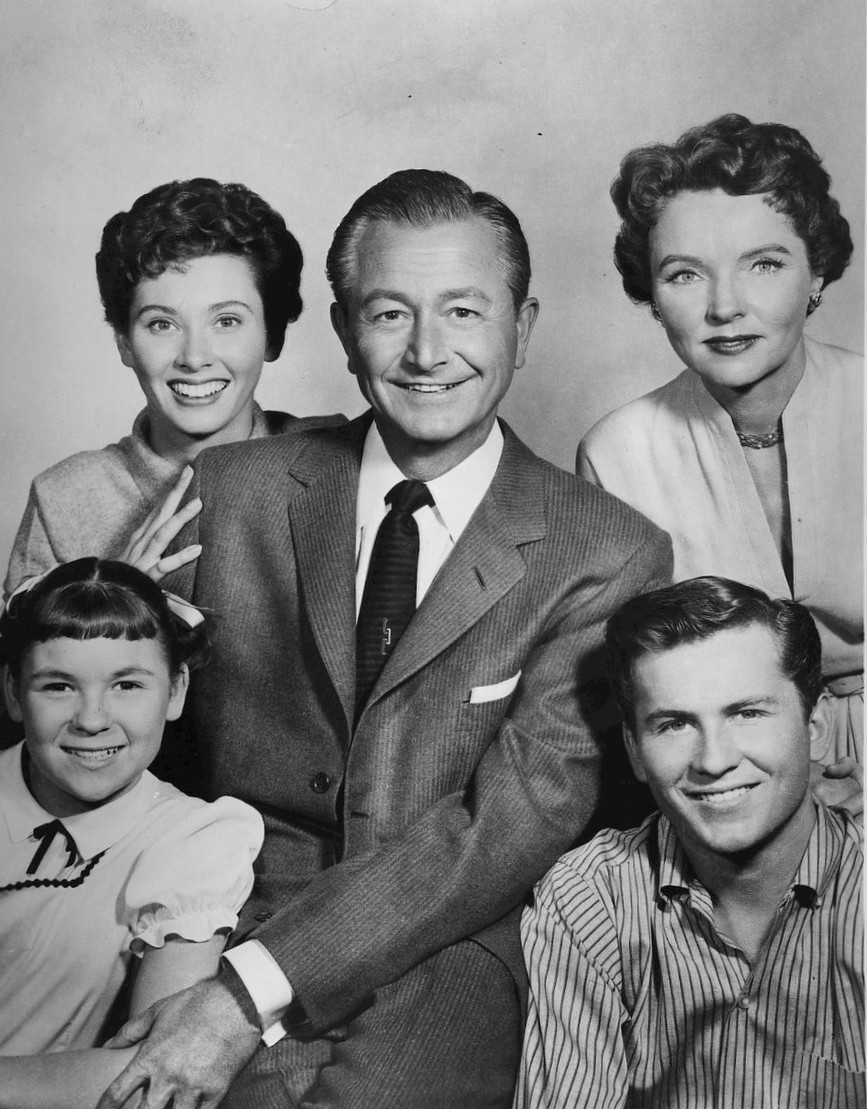
Obsazení seriálu Father Knows Best (1954), Jane Wyattová vpravo nahoře

### Mládí a kariéra
Narodila se 12. srpna 1910 ve čtvrti Campgaw ve Franklin Lakes v New Jersey jako druhá dcera investičního makléře Christophera Billoppa Wyatta a divadelní kritičky Euphemie (rodným jménem Van Rensselaerová). Měla starší sestru Elizabeth, mladší Monicu a bratra Christoffera. Dětství však strávila na Manhattanu, kde nejprve docházela do soukromé přípravné školy Miss Chapin's School a později studovala na soukromé vysoké škole svobodných umění Barnard College. V devatenácti letech však školu opustila a nastoupila na hereckou školu Berkshire Playhouse ve Stockbridge, kde se po dobu šesti měsíců také účinkovala v divadle.
Po studiu začala hrát i na Broadwayi, kde debutovala jako náhradnice Rose Hobartové ve hře Trade Winds. Z divadelního jeviště však brzy přešla na filmové plátno a uzavřela smlouvu s hollywoodským studiem Universal Pictures. Jejím debutovým snímkem se stalo v roce 1934 drama One More River. Během 30. let se střídavě věnovala filmu i divadlu, neboť její filmy příliš úspěchu nesklízely. Během deseti let u studia Universal na sebe upozornila pouze dobrodružným fantasy dramatem Ztracený obzor (1937) s Ronaldem Colmanem, pro který ji studio zapůjčilo konkurenční společnosti Columbia Pictures.
Mírný vzestup její kariéry přišel až po druhé světové válce, kdy se objevila například ve film-noiru Bumerang (1947), v romantickém dramatu Džentlemanská dohoda (1947) či ve westernu Canadian Pacific (1949). Počátkem 50. let se kvůli filmovým neúspěchům zaměřila na začínající televizi a v roce 1950 tak debutovala v televizním seriálu Robert Montgomery Presents. V následujících letech se její herecká kariéra konečně rozjela a jen v roce 1952 se objevila v sedmi seriálech. V nich také sklízela nejvíce úspěchu, ale i přesto se stále občas objevovala i ve filmech.
Jejím největším kariérním úspěchem se však stal seriál Father Knows Best, kde si během let 1954 až 1960 zahrála přesně v 200 epizodách. Za své herecké výkony v roli Margaret Andersonové byla dokonce třikrát oceněna cenou Emmy za nejlepší herecký výkon v komediálním seriálu (v letech 1957, 1958 a 1959).
V roce 1967 se objevila také jako Amanda Graysonová, matka Spocka, v epizodě „Cesta k Babylonu“ sci-fi seriálu Star Trek a tuto roli si zopakovala i o 20 let později v celovečerním snímku Star Trek IV: Cesta domů (1986). Po většinu 60., 70., i 80. let hrála ve spoustě seriálů i televizních filmů a v roce 1996 svou hereckou kariéru ukončila. Jejím posledním hereckým počinem se stala jedna epizoda dobrodružného seriálu Mladý Indiana Jones.

### Osobní život
Jane Wyattová se dne 9. listopadu 1935 provdala za investičního makléře Edgara Bathune Warda, se kterým žila až do jeho smrti 8. listopadu 2000. Poprvé se setkali na konci 20. let na vánočním večírku Franklina D. Roosevelta v Hyde Parku. Vychovali spolu syny Christophera a Michaela.
V roce 1995 prodělala mírnou mrtvici, ale podařilo se jí téměř zotavit. Zemřela 20. října 2006 ve svém domě ve čtvrti Bel-Air v Los Angeles v Kalifornii. Bylo jí 96 let.

## Filmografie (výběr)

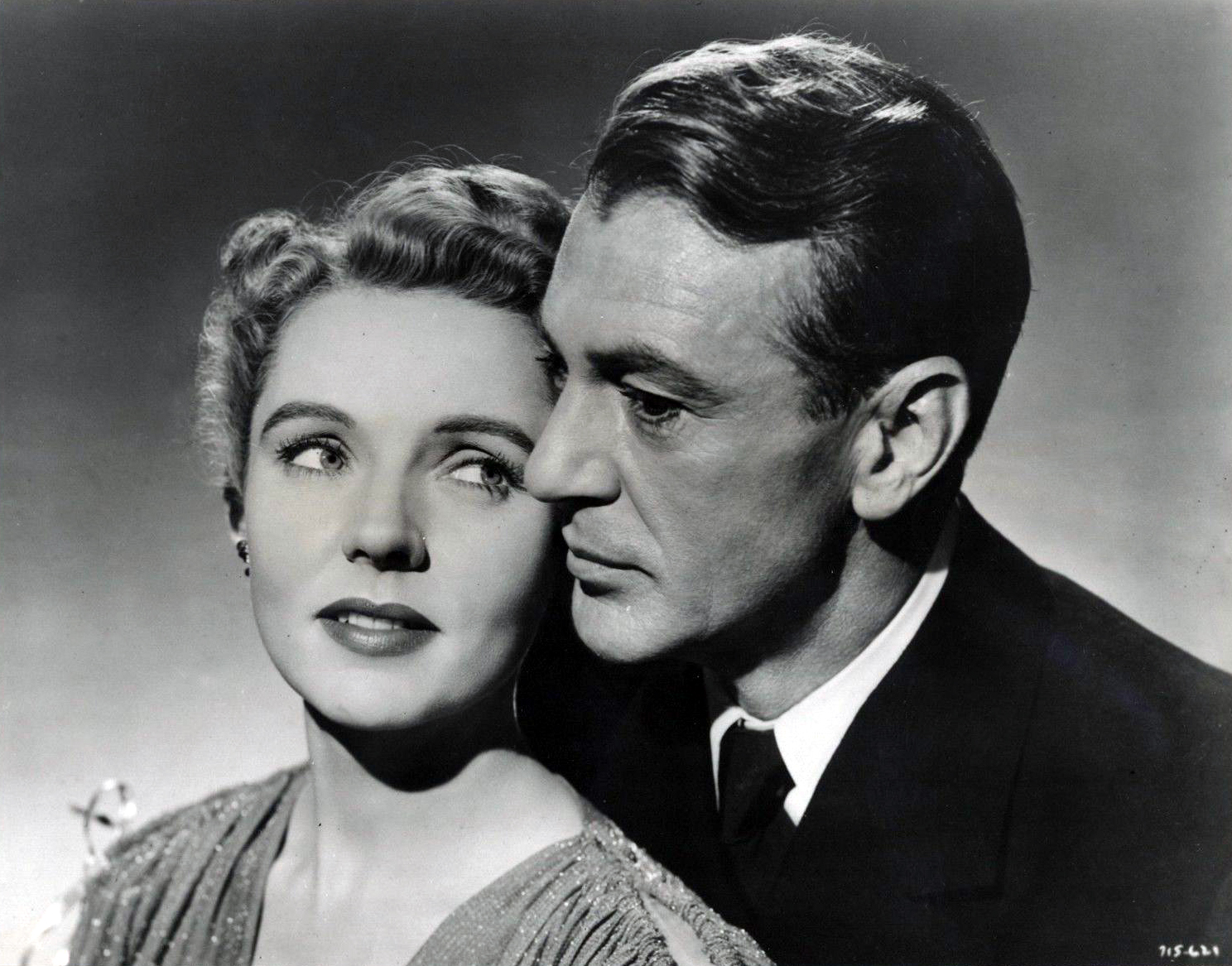
S Garym Cooperem ve filmu Task Force (1949)

- 1936 The Luckiest Girl in the World (režie Edward Buzzell)
- 1937 Ztracený obzor (režie Frank Capra)
- 1941 Kisses for Breakfast (režie Lewis Seiler)
- 1941 Hurricane Smith (režie Bernard Vorhaus)
- 1942 Army Surgeon (režie A. Edward Sutherland)
- 1944 Nic než osamělé srdce (režie Clifford Odets)
- 1947 Bumerang (režie Elia Kazan)
- 1947 Džentlemanská dohoda (režie Elia Kazan)
- 1948 Pitfall (režie André De Toth)
- 1949 Canadian Pacific (režie Edwin L. Marin)
- 1949 Task Force (režie Delmer Daves)
- 1950 House by the River (režie Fritz Lang)
- 1950 The Man Who Cheated Himself (režie Felix E. Feist)
- 1986 Star Trek IV: Cesta domů (režie Leonard Nimoy)

### Seriály
- 1950–1953 Robert Montgomery Presents (5 epizod)
- 1952–1958 Studio One (3 epizody)
- 1953–1954 The Motorola Television Hour (2 epizody)
- 1954–1960 Father Knows Best (200 epizod)
- 1964–1970 The Virginian (2 epizody)
- 1966–1970 Insight (3 epizody)
- 1969 Love, American Style (2 epizody)
- 1978–1983 Fantasy Island (2 epizody)
- 1979–1987 The Love Boat (4 epizody)
- 1983–1987 Hotel (2 epizody)
- 1983–1987 St. Elsewhere (7 epizod)